# 悦崃镇
悦崃镇，是中华人民共和国重庆市石柱土家族自治县下辖的一个乡镇级行政单位。

## 行政区划
悦崃镇下辖以下地区：
悦来村、密红村、寺院村、水桥村、绿桃村、联合村、东木村、新城村和五岗村。

## 中国传统村落
2012年，新城村被评为首批“中国传统村落”。